# 库尔兰和瑟米加利亚公国
库尔兰和瑟米加利亚公国（拉丁語：Ducatus Curlandiæ et Semigalliæ）是一个位于波罗的海地区，在1562年至1791年存在的，隶属于立陶宛大公国，后隶属于波兰立陶宛联邦的公国。在1791年，它获得了完全的独立，但在1795年3月28日，在第三次瓜分波兰时被俄罗斯帝国吞并。
第一次大戰接近尾声時，該地區成立了一個同名的國家，它一直從1918年3月8日存續到9月22日。1918年的庫爾蘭和瑟米加利亞公國本计划成為受德意志帝国统治的波羅的聯合公國的一部分，但由於第一次世界大战结束时德国被迫放弃波罗的海地区，這一國家最終沒有成立。在第一次世界大战的最后，庫爾蘭和瑟米加利亞成为了拉脱维亚的一部分。

## 历史

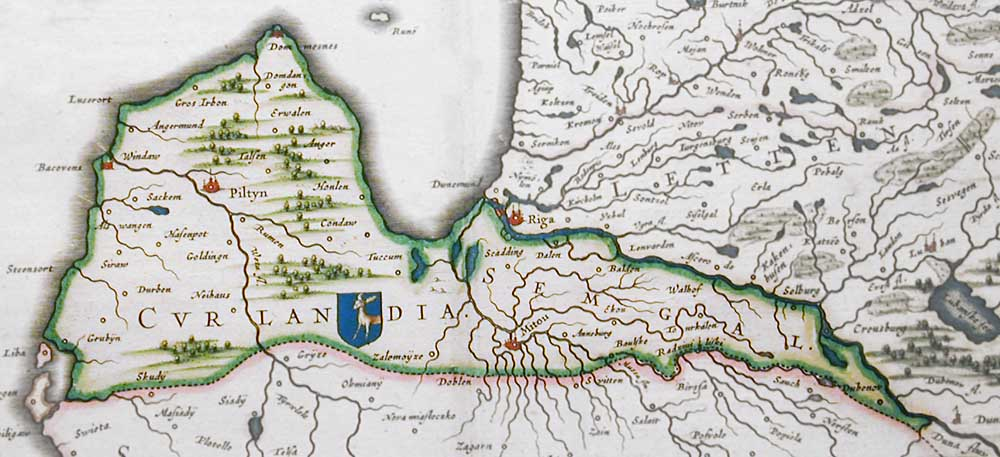
库尔兰和瑟米利亚公国的地图（大约1600年时绘制）

在1562年利沃尼亚战争时期，利沃尼亚联邦解体，德国骑士团利沃尼亚骑士团解散。在此基础上的维尔纽斯条约规定，爱沙尼亚南部和拉脱维亚北部被割让给立陶宛大公国，并形成了利沃尼亚公国。道加瓦河西岸和波罗的海之间的拉脱维亚地区变为了库尔兰和瑟米利亚公国，名义上的立陶宛大公国附庸国。 
利沃尼亚骑士团最后的大团长哥达·凯特莱变为了第一位库尔兰公爵。骑士团的其他成员成为了库尔兰贵族，它们拥有的封地成为了他们的土地，并一直到现在都是。总之，凯特莱获得了新公国近三分之一的土地。米塔乌（叶尔加瓦）成为了新的首都，议会每年举行两次会议。
库尔兰的一些地区并不属于公国。利沃尼亚骑士团已经将格洛比那（Grobiņa）地区（位于波罗的海沿岸）借给普鲁士公国。另一个地区皮奥特尼主教区，也被称为"库尔兰主教区"（在西库尔兰的文河流域），属于丹麦国王的儿子马格努斯。他承诺在他死后把它交给库尔兰公国，但这个计划失败了，到了后来威廉·凯特莱才夺得了这个地区。
和骑士团其他成员一样，凯特莱为德意志人，并将公国建立为和德意志国家一样的国家。在1570年，他发表了许可地主将它们土地上的本地农民变为农奴的Privilegnum Gotthardinum。
当哥达·凯特莱在1587年死去时，他的儿子弗雷德里克和威廉变为了库尔兰公爵。它们在1596年将公国分为了两个部分。弗雷德里克获得了东部，瑟米加利亚（Zemgale），并居住在叶尔加瓦（米塔乌）。威廉拥有西部，库尔兰（Kurzeme），并居住在库尔迪加（Goldingen）。在他与普鲁士公爵的女儿结婚时，又得到了格洛比那，他也夺得了皮奥特尼地区的控制权，但最终被波兰立陶宛联邦击败。这时，他发展了金属制造业，建造了很多船坞和新船将库尔兰的资源运至其他国家。 
不过，公爵和地主的关系相当不好。此外，库尔兰公国的统治者，波兰立陶宛联邦支持地主。威廉对地主表达了他的失望，但这个冲突在1616年通过对他的罢免后结束了。最终，威廉离开库尔兰上国外度过余生。于是，弗雷德里克在1616年后变为了库尔兰的唯一公爵。 
从1600年至1629年，波兰立陶宛联邦和瑞典之间发动了主战场位于里加的一场战争。结果瑞典获得了拉脱维亚中部和北部的控制权，那些地区变为了瑞属利沃尼亚。联邦保留了利沃尼亚公国的东部，此后在波兰语中称为因弗兰提省（Inflanty）。库尔兰也参与了这场战争，但没受太多损失。 
在下一个公爵，雅各布·凯特莱统治下，公国达到了巅峰。在他在西欧的旅行期间，雅各布变为了重商主义的热切拥护者。金属制造业和造船业变得更发达，火药厂开始生产火药不仅与邻近国家产生商贸关系，也与英国，法国，荷兰共和国，葡萄牙王国等等国家产生贸易关系。雅各布设立库尔兰公国的商船队，其主要港口设在文岛和里堡。

### 殖民

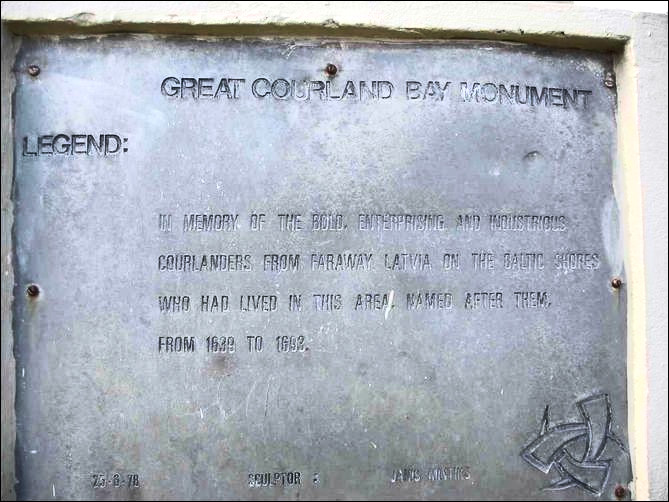
大库尔兰湾纪念碑，摄于多巴哥岛

在1651年公国建立了它在非洲的第一个殖民地，冈比亚河的圣安德鲁岛，并在那里建立了雅各布港。主要出口货物包括象牙，黄金，毛皮和香料。此后不久，在1652年，库尔兰建立了另一个殖民地，位于西印度群岛的多巴哥岛。那里的主要出口货物为糖，烟草，咖啡和香料。 
虽然在这个时候，库尔兰大公国仍然是瑞典和波兰立陶宛联邦为利益争夺的对象。在1655年，瑞典军队进入大公国的领土，而且波瑞战争（1655年-1660年）开战。瑞典军队俘获雅各布公爵（1658年-1660年）。在此期间，荷兰接管库尔兰的殖民地，而且商船队和工厂被毁。这个战争在奥利瓦条约休战（1660年）结束。库尔兰在条约的基础上夺回多巴哥，并直到1689年继续占领这个地区。雅各布公爵着手恢复商船队通航，工厂复产，但库尔兰大公国再也不会达到战前的繁荣水平。

### 衰落
在雅各布于1682年去世时，他的儿子弗雷德里克·卡齐米日成为下一位公爵。在他的统治期间，产量逐渐下降。公爵对迷人的庆祝活动更有兴趣，并花比他拥有的更多的钱。这使他不得不把多巴哥卖给英格兰。他于1698年逝世。在此期间，联邦加强其在公国的政治和经济的影响力。此外，俄罗斯也对该地区感兴趣。 
下一个公爵，弗雷德里克·威廉·凯特莱在他1698年继位时只有6岁，并由他叔费迪南德——一位波兰将军摄政。在大北方战争（1700年-1721年）时期瑞典和俄罗斯，以及其各自的盟友——联邦，萨克森和丹麦开战。战争的结果为，俄罗斯自1710年起获得了拉脱维亚中部的控制权，俄罗斯有如此强的影响令它的大使彼得·贝斯图哲夫成为了公国最强大的人。俄罗斯沙皇彼得一世受到了来自弗雷德里克·威廉的承诺，他会与沙皇的其中一个侄女结婚。因为这个承诺，彼得大帝希望在库尔兰增强俄罗斯的影响力。所以在1710年，弗雷德里克·威廉与安娜·伊凡诺芙娜·罗曼诺娃（后来的俄罗斯女皇）结婚，但在他返回圣彼得堡時，他便病死了。从1711年至1730年，安妮作为摄政公爵夫人统治库尔兰。
在弗雷德里克·威廉死后，公爵未来的候选人为费迪南德·凯特莱，但他住在但泽。因为法律规定公爵应住在大公国，所以议会不承认他。由于费迪南德是凯特莱家族的最后一位代表，一些不寻常的候选人在此期间尝试获得公爵头衔。其中一个最受欢迎的是赫尔曼-莫里斯，波兰国王奥古斯特二世的私生子。在1726年他被选为公爵，但只能用武力维持其权力至下一年。俄罗斯厌恶他并派一支军队至西库尔兰以摧毁莫里斯的基础。结果莫里斯不得不离开库尔兰，俄罗斯的影响力进一步提高。凯特莱家族最后一位成员，名义上的库尔兰公爵费迪南德于1737年死亡。弗雷德里克的妻子与俄罗斯女王，安娜·伊凡诺芙娜在1737年任命恩斯特·约翰·冯·比隆为库尔兰公爵。 
冯·比隆受到来自俄罗斯的大量资金支持，并投资于建造业——例如，隆黛爾宮由意大利知名设计师弗朗切斯科·巴尔托洛梅奥·拉斯特雷利设计。安娜·伊凡诺芙娜于1740年逝世，导致冯·比隆在第二年流放至西伯利亚。在那里，他通过公爵委员会，继续控制公爵，并接受波兰国王。虽然，库尔兰领主厌恶那样甚至拒绝公爵委员会的管理。
在他的表妹奥地利的玛利亚·特蕾西亚的支持下，路德維希·恩斯特在1741年6月27日被选为恩斯特·约翰·冯·比隆的继任者，但同时，在圣彼得堡才能批准这一头衔，叶丽萨维塔·彼得罗芙娜·罗曼诺娃在1741年12月6日发动政变，而路易斯·恩斯特也失去了头衔。

### 灭亡
国王奥古斯特三世放弃对库尔兰地主的反对，并选择他的儿子萨克森的卡尔·克里斯蒂安·约瑟夫为下一个公爵。因此，库尔兰公国再次出现了同时出现两公爵的局面。局势变得极为紧张——一部分地主接受恩斯特·约翰·冯·比隆，其他人则接受萨克森的卡尔。女皇叶卡捷琳娜二世（1762年-1792年在位）解决了这个情况——让恩斯特·冯·比隆至1763年开始流放。通过这样做，她解决了在库尔兰波兰立陶宛联邦的影响增加的问题。不管怎样，政治斗争已经耗尽了恩斯特·比隆的精力，他在1769年将公爵的称号转给了他的儿子彼得·冯·比隆。但是，在库尔兰政治依然动荡。一些领主支持联邦，而一些支持俄罗斯。最终，在它和盟友开始第三次瓜分波兰（1795年）时决定进一步毁灭库尔兰。彼得·冯·比隆在1795年将他的权力交给俄罗斯，这给了俄罗斯一个“好消息”。签署了1795年3月28日的最后协定后，库尔兰公国不复存在。

## 库尔兰公爵
1. 哥达·凯特莱（1561年–1587年）
2. 弗雷德里克·凯特莱（1587年–1642年）与威廉·凯特莱（1587年–1616年）
3. 雅各布·凯特莱（1642年–1682年）
4. 弗雷德里克·卡齐米日·凯特莱（1682年–1698年）
5. 弗雷德里克·威廉·凯特莱（1698年–1711年）
6. 费迪南德·凯特莱（1711年–1737年）
7. 恩斯特·约翰·比隆（1737年–1740年）
8. 路易斯·恩斯特（1741年6月27日-12月6日）
9. 公爵委员会（1740年–1758年）
10. 薩克森的卡爾（1758年–1763年）
11. 恩斯特·约翰·比隆（再次当选）（1763年–1769年）
12. 彼得·馮·比隆（1769年–1795年）

## 脚注
1. ↑  Plakans, Andrejs.  . 胡佛研究社出版社（Hoover Institution Press）. 1995: 第50頁. ISBN 0817993037 （英语）.